# Senftenhof (Stammbach)
Senftenhof ist ein Gemeindeteil des Marktes Stammbach im Landkreis Hof (Oberfranken, Bayern). Senftenhof liegt in der Gemarkung Stammbach.

## Geografie
Die Einöde liegt auf freier Flur. Hundert Meter östlich führt die Bahnstrecke Bamberg–Hof vorbei, im Westen steigt das Gelände zur Goppelshöhe 616 m ü. NHN an. Eine Gemeindeverbindungsstraße führt nach Horlachen zur Kreisstraße HO 21 (1,1 km nordwestlich) bzw. zur Kreisstraße HO 22 bei Metzlesdorf (0,7 km südwestlich).

## Geschichte
Siedlungsgeschichtlich steht Senftenhof in Verbindung mit dem nahegelegenen verschwundenen Ort Goppelsdorf oder Göppelsdorf. In der Literatur werden die beiden Orte teils gleichgesetzt, teils getrennt genannt.
Senftenhof gehörte zur Realgemeinde Stammbach. Gegen Ende des 18. Jahrhunderts bestand Senftenhof aus einem Anwesen. Die Hochgerichtsbarkeit stand dem bayreuthischen Vogteiamt Stammbach zu. Das bambergische Kastenamt Stadtsteinach war Grundherr des Hauses.
Von 1797 bis 1810 unterstand Senftenhof dem Justiz- und Kammeramt Gefrees. Infolge des Ersten Gemeindeedikts wurde Senftenhof dem 1812 gebildeten Steuerdistrikt Stammbach und der zugleich entstandenen Ruralgemeinde Stammbach zugeordnet.

### Baudenkmäler
- Durchlass der Bahnstrecke Bamberg–Hof[8]

### Einwohnerentwicklung
| Jahr      | 1812  | 1819   | 1861   | 1871   | 1885   | 1900   | 1925   | 1950   | 1961   | 1970   | 1987  |
| Einwohner | *18   | †      | 14     | 9      | 15     | 25     | 17     | 17     | 10     | 7      | 6     |
| Häuser    | *4    |        |        |        | 3      | 3      | 3      | 3      | 3      |        | 2     |
| Quelle    | [ 6 ] | [ 10 ] | [ 11 ] | [ 12 ] | [ 13 ] | [ 14 ] | [ 15 ] | [ 16 ] | [ 17 ] | [ 18 ] | [ 1 ] |

## Religion
Senftenhof ist evangelisch-lutherisch geprägt und bis heute nach St. Maria (Stammbach) gepfarrt.